# Emil Martinec
Emil Martinec (21. ledna 1869 Horní Jelení – 30. listopadu 1945) byl první odborový přednosta ministerstva financí a organizátor celní služby.

## Život

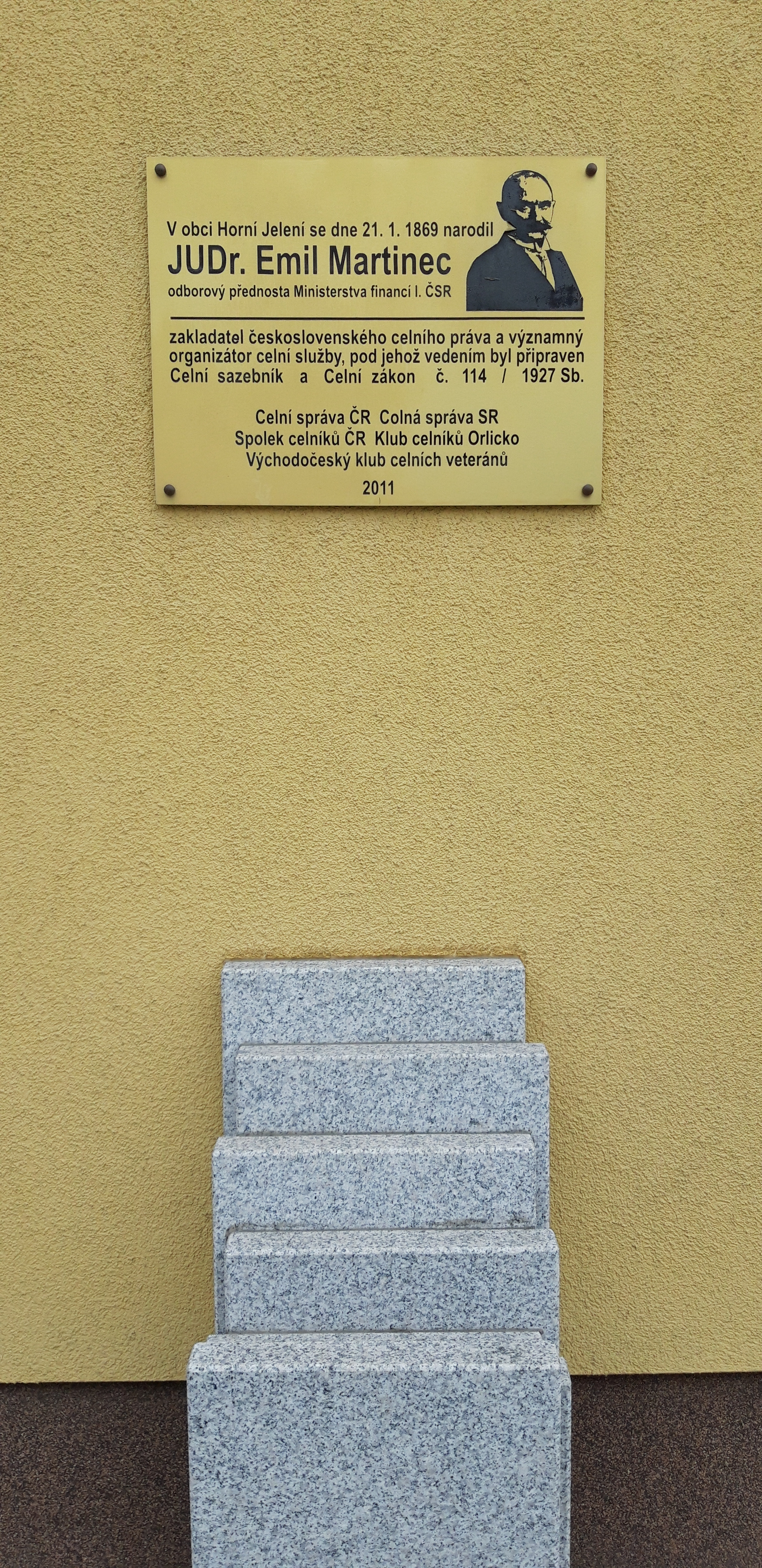
Pamětní deska na obecním úřadu v Horním Jelení

Pocházel z početné mlynářské rodiny. Měl pět sester a čtyři bratry. Jako třetí v pořadí se narodil 21. ledna 1869 manželům Janovi a Marii Martincovým v čp. 38 v Horním Jelení. Vystudoval Právnickou fakultu Univerzity Karlovy v Praze a v roce 1895 vstoupil do služeb finanční správy. Zpočátku pracoval u Okresních finančních ředitelství v Uherském Hradišti a v Brně, zejména v oboru spotřebních daní, a posléze se zabýval agendou nepřímých daní a monopolů u Zemského finančního ředitelství v Brně.
Na konci roku 1934 odešel do penze. Zemřel dne 30. listopadu 1945.

## Odborná kariéra
V celní agendě aktivně působil již od počátku své kariéry. Vynikl zejména jako inspektor finanční stráže. Už tehdy měl výborné profesní předpoklady a po vzniku samostatného československého státu byl povolán k ministerstvu financí. Ve funkci organizátora celní služby položil pevné základy československému celnímu právu. Úspěšně se vypořádal s obtížnými úkoly v oblasti organizace celní správy nové republiky a její celní hranice.
Pod jeho vedením bylo vydáno české znění vysvětlivek k celnímu sazebníku a celní sazebník upravený pro výkon tehdejší celní služby. Od prvních dnů po říjnu 1918 intenzivně pracoval na novém celním zákonu, který byl vyhlášen, včetně prováděcího nařízení, v roce 1927. Podílel se také na úpravách obchodně politických vztahů republiky směrem k zahraničním státům.
V roce 1932 se stal funkcionářem v devizové komisi a jeho zkušeností stát využíval v době hospodářské krize, kdy komise usměrňovala dovoz zboží do Československé republiky. V roce 1934 vznikla Československá obilní společnost, kde působil jako vládní komisař. Tuto funkci zastával i po 1. lednu 1935, kdy odešel do výslužby, a to až do roku 1939.
Jeho odborné znalosti se setkaly s uznáním nejen v Československu, ale také za jeho hranicemi. Pro svoji nestrannost, smysl pro spravedlnost, pracovitost a přátelskou povahu byl oblíben u svých spolupracovníků.

## Odborné publikace
- Smluvní celní sazby podle obchodních smluv s Francií a Itálií (vlastním nákladem, Praha, 1924)
- Celní sazebník pro československé celní území : Systematické sestavení autonomních a smluvních celních sazeb se zřetelem na ustanovení obchodních smluv s Francií, Itálií a Rakouskem (Praha, 1925)
- Seznam zboží, z něhož se vybírá daň z obratu při dovozu z celní ciziny nebo paušál za daň z obratu a daň přepychovou (Praha, Tisk. podn. Ústř. svazu čs. průmyslníků, 1926)
- Vysvětlivky k čsl. celnímu sazebníku (Praha, 1926)
- Celní sazebník pro československé celní území: systematické sestavení autonomních a smluvních celních sazeb, daní a dávek vybíraných při celním řízení z dováženého zboží podle stavu ze dne 15. srpna 1927 (V Praze, Průmyslová tiskárna, 1927)
- Erläuterungen zum Čechoslovakischen Zolltarif : Zusammenstellung der amtlichen Erläuterungen zum Zolltarif vom Jahre 1906 mit allen bisher erschienenen Nachträgen (Praha, Tisk. podn. Ústř. svazu čs. průmyslníků, 1927)
- Celní zákon (V Praze, Průmyslová tiskárna, 1928)
- Celní sazebník pro československé celní území : Systematické sestavení všeobecných a smluvních celních sazeb, daní a dávek vybíraných při celním řízení z dováženého zboží podle stavu ze dne 1. srpna 1933 (Sestavili: Emil Martinec, Dr. Jan Dvořák, V Praze, Průmyslová tiskárna, 1933)